# Ном (Египет)

### Значение
Номът (на гръцки Νομός) е гръцкият превод на древноегипетския термин сепат - основната териториална единица в Древен Египет. Терминът се е наложил в науката с гръцкия си вариант, тъй като до разчитането на йероглифното писмо почти единствените извори за историята на Древен Египет са текстовете на античните гръцки автори. Първото териториално разделение е границата, която отделя север от юг — Горен и Долен Египет. Номите, на брой от 38 до 42 (в зависимост от епохата) са имали своя столица и герб.
- Номите са оцелели до римско време. Под римско управление отделни номи секат свои собствени монети, така наречените „номи монети“, които все още отразяват отделни местни асоциации и традиции. Номите на Египет запазват основното си значение като административни единици до фундаменталното пренареждане на бюрокрацията по време на управлението на Диоклециан и Константин Велики.
- От 307/8 г. сл. Хр. тяхното място е заето от по-малки единици, наречени паги. В крайна сметка възникнали могъщи местни чиновници, наречени пагарси, през които минавало цялото покровителство. Основната роля на пагарха беше като организатор на събирането на данъци. По-късно пагархът поема и някои военни функции. Пагарсите често са били богати земевладелци, които са царували над пагите, от които произхождат.

- Номите са били управлявани от номарси, които са управлявали от името на фараона.

### Етимология
Терминът ном идва от старогръцкия νομός, nomós, което означава „област“; древноегипетският термин е сепат или spAt. Днешната употреба на древногръцкия термин, а не на древноегипетския термин, се появява през периода на Птолемей, когато използването на гръцки е широко разпространено в Египет.Наличието на гръцки записи за Египет повлия на приемането на гръцките термини от по-късните историци.

### Разделение
Разделянето на древен Египет на номи може да се проследи до праисторически Египет (преди 3100 г. пр. н. е.). Първоначално тези номи са съществували като автономни градове-държави [необходим е цитат], но по-късно започват да се обединяват. Според древната традиция владетелят Менес завършва окончателното обединение.[7]
Не само, че разделението на номи остава в сила повече от три хилядолетия, областите на отделните номи и тяхното подреждане остават забележително стабилни. Някои, като Ксоис в делтата на Нил или Кент в Горен Египет, са споменати за първи път на Палермския камък, който е изписан в Петата династия. Имената на няколко, като нома на Бубастис, се появяват не по-рано от Новото царство. Съгласно системата, която преобладава през по-голямата част от историята на фараонския Египет, страната е разделена на 42 нома.
Долен Египет (на египетски: "Ā-meḥty"), от столицата на старото царство Мемфис до Средиземно море, се състои от 20 нома. Първият е базиран около Мемфис, Сахара и Гиза, в района, окупиран от съвременен Кайро. Номите бяха номерирани по повече или по-малко подреден начин от юг на север през делтата на Нил, като първо обхващаха територията на запад, преди да продължат с по-високите номера на изток. И така, Александрия беше в Третия ном; Бубастис беше в осемнадесети.
Горен Египет е разделен на 22 нома. Първата от тях беше съсредоточена в Елефантина близо до границата на Египет с Нубия при Първата катаракта – района на съвременния Асуан. Оттам номерацията напредваше надолу по реката по подреден начин по тясната плодородна ивица земя, която беше долината на Нил. Васет (древна Тива или съвременен Луксор) е бил в Четвърти ном, Амарна в четиринадесети и Меидум в Двадесет и първи.
Вижте пояснителната страница за други значения на Ном.
| Портал | Портал „Африка“ съдържа още много статии, свързани с Африка. Можете да се включите към Уикипроект „Африка“. |